# Emile Spilliaert
Emile Spilliaert (Oostende, 14 april 1858 - Oostende, 11 november 1913) was een Belgische kunstschilder. 

## Persoonlijke gegevens
Emile Spilliaert was de zoon van Jacobus-Policarpus Spilliaert en Maria Watelet. Er zijn geen gegevens bekend over zijn artistieke opleiding. Hij vestigde zich als parapluhandelaar in Oostende. Hij nam deel aan Salons in Oostende, Namen en Mechelen.
Hij richtte samen met James Ensor, Henri Permeke, Frantz Charlet, Charles-Louis Bellis, Albert Baertsoen en anderen in januari 1894 de Cercle des Beaux-Arts d'Ostende op. De vereniging organiseerde in 1894 en 1895 kunstsalons in Oostende. Emile Spilliaert was de secretaris van het comité dat deze tentoonstellingen organiseerde. Koning Leopold II feliciteerde hem persoonlijk met zijn schilderij in de expositie. 
Hij verleende enkele werken aan de "Tombola d'Asschendaele", ingericht door zijn vriend, de kunstschilder Félix Buelens, ten voordele van de slachtoffers van de stormramp van 13 oktober 1896. 
Hij nam op Pinksteren 1900 deel aan de tentoonstelling in het stedelijk museum (georganiseerd door de conservator Henri Permeke), samen met Emile Bulcke, Félix Buelens, Oscar Halle, Auguste Musin en nog enkele andere kunstenaars.  Gedurende de zomer van 1905 nam hij ook deel aan het "Salonnet Ostendais", samen met Jan De Clerck, Emile Bulcke, Henri Permeke en Félix Buelens.
Léon Spilliaert was zijn achterneef en woonde in de Kapellestraat in Oostende in het huis naast hem.

## Oeuvre

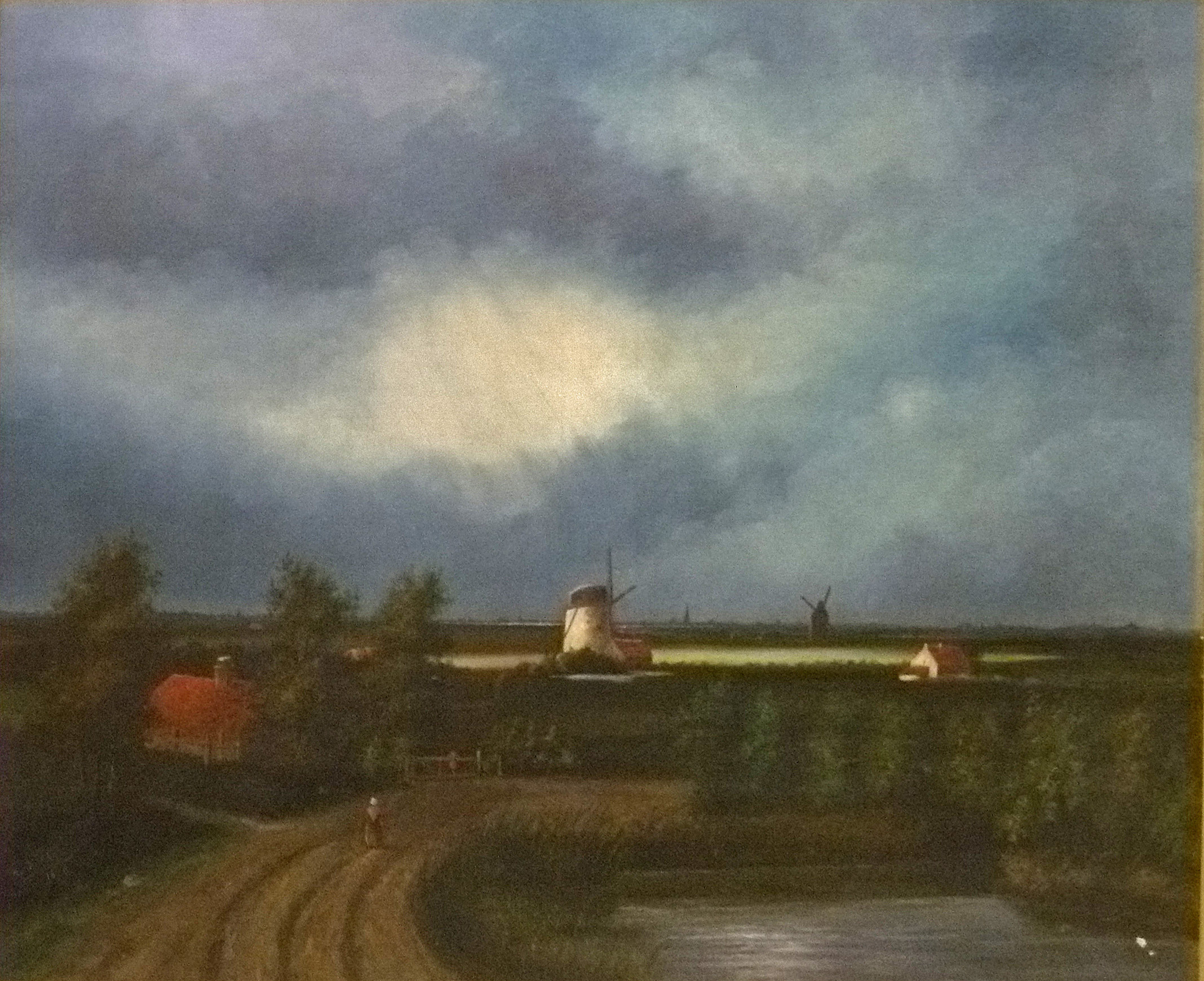
"Landschap met molens" 1878 (privébezit)

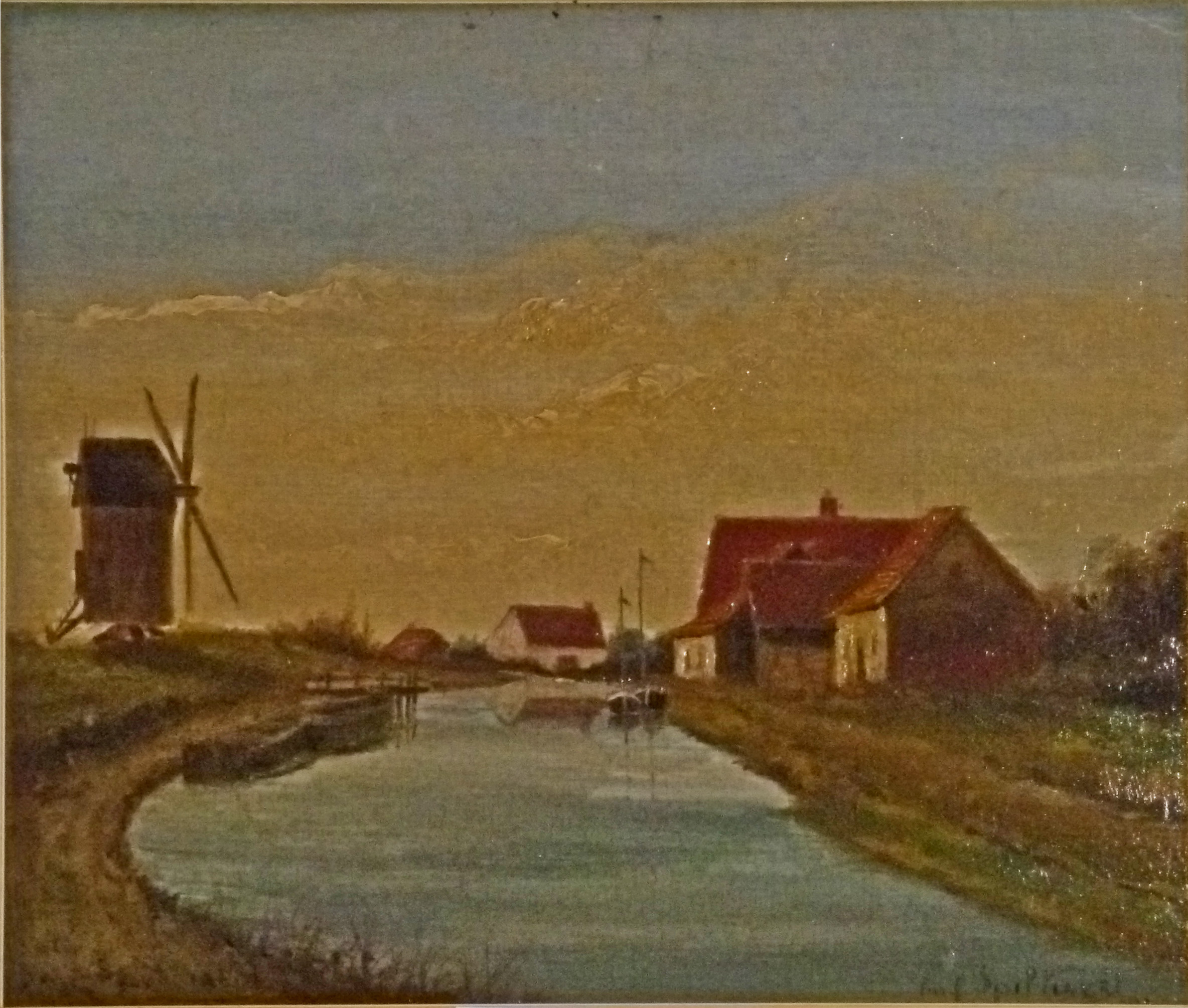
"Landschap met rivier, molen en hoevetje" (1881); privébezit

Hij schilderde in hoofdzaak landschappen, duinengezichten en marines.
- Kanaalzicht met molen (1880, privéverzameling)
- Winters landschap met molen (privéverzameling, 40 x 60 cm))
- Weg van het klein kapelletje. Duinen te Oostende (tentoonstelling 1889. Salon te Mechelen)
- Oostendse sloep (tentoonstelling 1889. Salon te Mechelen)
- Oostendse sloep (tentoonstelling 1889. Salon te Namen)
- Voor de storm. Rede te Oostende (tentoonstelling 1889. Salon te Namen)
- Voor de storm. Marine (tentoonstelling 1891. Salon te Mechelen)
- Na de regenbui. Marine (tentoonstelling 1891. Salon te Mechelen)
- Maneschijn (tentoonstelling 1892. Salon te Namen)
- Rede van Oostende (tentoonstelling 1892. Salon te Namen)
- Oostendse sloepen (tentoonstelling 1894. Salon te Oostende)
- Opklaring (tentoonstelling 1894. Salon te Oostende)
- Maaneffect (tentoonstelling 1894. Salon te Oostende)
- Goed weer bij nacht (olieverf op doek ; 112 X 142; getekend en gedateerd onder rechts: 1894); eertijds in het Stedelijk Museum van Oostende)
- In het zicht van Mariakerke (tentoonstelling 1895. Salon te Namen)
- Marine: een opklaring (tentoonstelling 1895. Salon te Namen).
- Fort Napoleon (1885) (collectie stad Oostende in MuZee)
- Fort Napoleon (privéverzameling (ooit eens gezien tijdens een tentoonstelling in het Feestpaleis van Oostende in het begin van de jaren 70).

Emile Spilliaert kreeg een overzichtstentoonstelling in Galerie Studio (Oostende) in 1938.

## Verzamelingen
- Oostende, Kunstmuseum aan Zee (verzameling Stad Oostende)